# ウィラ・フォード
ウィラ・フォード（Willa Ford、本名 Amanda Lee Willford、1981年1月22日 - ）は、フロリダ州ラスキン出身の歌手・女優である。

## 生いたち
8歳のころから歌手を志し、地元の歌手グループに所属、イベントなどで歌を披露し、クラシック・オペラ（声楽）のレッスンを受けるなどしていた。1999年、Mandah名義で活動中にMCAと契約。が、当時のボーイフレンドだったバックストリート・ボーイズのニック・カーターのファンから大バッシングを受け、契約を打ち切られてしまう。その後、LAVA（Atlantic）とディールを交わし、『ポケットモンスター』へのサントラ参加など経て、2001年にシングルI Wanna Be BadとアルバムWilla Was Hereでデビュー。

作詞はほとんどが本人の手によるもの。また2ndシングルDid Ya' Understand Thatは、2002年度のMVPA・ビデオアウォードにノミネートされた。しかしレーベルとの対立や法的問題などで、2003年A Toast to Menのリリースを最後にLAVAレコードを去り、再びフリーとなる。

その後はFHMやStuff誌などでグラビアを披露する一方、TV番組『The Ultimate Fighter』のホストや、Pussycat Dollsとのショーに登場するなど精力的に活動。アンジェリーナ・ジョリーと同じエージェントの元で、2月にはスーパーボウルの芸能人版番組『Lingerie bowl 2006』に出演した。3月にはPLAYBOY誌上でヌードを開帳。5月にはポーカーのTV番組に出演、有名ブランドLove Jonesのファッションショーにも出た。9月にはABCテレビの人気番組『Dancing with the Stars』において5週にわたりダンスを披露、番組中でライブも行った。
12月にはMAXIM誌のグラビアにも登場、07年3月にはFuseTV 『Pants off Dance off』のホストを務めた。また女優として、数多の映画で主演、助演を務める一方、テレビドラマにもゲスト出演する。

2010年、ウィラはついに音楽活動を再開。ライリー・スミスとのデュエット曲All This Timeをオンライン公開した。翌2011年にはロサンゼルスのクラブ、The Viper Roomでライブを行い、そこで2003年以来のソロ新曲、Back Back Backを披露する。翌日に出演したインターネット・ラジオ番組"The Baub Show"
においても同曲を、さらにI Wanna Be Badのアコースティック・バージョンや、オペラ仕込みのファルセットも披露した。

2014年、ウィラはRay Cervankaの楽曲Rock Tonightにフィーチュアされた。

芸能活動の傍ら、ウィラはインテリア・コーディネイターとして会社を立ち上げる。その実績と手腕を買われ、2019年にはE!TVのリアリティ番組"Flip It Like Disick"に出演した。

## 私生活
2007年夏、NHL選手のマイク・モダノと結婚した。

2012年、マイク・モダノと離婚することを発表。

2015年、ウィラは元NFLフットボール・プレイヤー、ライアン・ニースと再婚。2016年3月妊娠を発表し、9月7日に息子を出産した。

## ディスコグラフィ

### アルバム
- 2001: Willa Was Here （Billboard 200で最高56位を記録）[6]

### シングル
| 年   | タイトル                         | チャート順位               | チャート順位      | チャート順位             | チャート順位                        | チャート順位     | チャート順位    | アルバム                |
| 年   | タイトル                         | US Hot Dance singles sales | Billboard Hot 100 | US Hot 100 Singles Sales | US mainstream Top 40（Pop Airplay） | US Top 40 Tracks | Radio & Records | アルバム                |
| ---- | -------------------------------- | -------------------------- | ----------------- | ------------------------ | ----------------------------------- | ---------------- | --------------- | ----------------------- |
| 2001 | I Wanna Be Bad                   | 4                          | 22                | 6                        | 11                                  | 19               | 11              | Willa Was Here          |
| 2001 | Did Ya' Understand That          | -                          | -                 | -                        | -                                   | -                | -               | Willa Was Here          |
| 2001 | Santa Baby (Gimme, Gimme, Gimme) | -                          | -                 | -                        | -                                   | -                | -               | MTV: TRL Christmas      |
| 2003 | A Toast to Men (feat. Lady May)  | 11                         | -                 | 45                       | -                                   | -                | 46              | A Toast to Men (Single) |

### コラボレーション
- 2002: "Nastified" (with Park Ji Yoon) - from the album Man

## フィルモグラフィ
※映画、テレビドラマについての出典は、imdbに基づく。

### 映画
- Anna Nicole （オーストラリア・チェコ・アメリカ・カナダでDVDリリース）：主演。アナ・ニコル役。（2007）
- 秘められた遊戯（世界中でDVDリリース）：主演。クレア・デニソン役。（2008）
- 13日の金曜日・リメイク版（09年公開）：チェルシー役。（2009）
- Universal Squadrons(2011年3月28日にイギリスでDVDリリース。2011年4月に全米でオンデマンド公開、6月にDVD発売)：ヒロイン。ベッカ役。（2011）
- Assassin's Fury：ローレン・リード役（降板）[9]
- パラサイト・ナース　美人看護師の罠：主演。リネット役。(2014）
- Any Day：シェリー役。（2015）
- S.W.A.T.ユニット571　人質奪還作戦：サーシャ役。（2015）
- リムジン－余命60分－：カーラ役。（2016）
- ハント・フォー・トゥルース～真実を求めて～： キャリー・エヴァンズ役。（2016）

### テレビドラマ
- The Mind of the Married Man　:ポップスター役。(2001)[10]
- Raising Dad ：WBのシットコム。ゲスト・エディー役。(2002)
- ザ・グレイズ～フロリダ殺人事件簿～　：第2シーズン12話『密造酒に愛を込めて』メイン・ゲスト。シェルビー役。(2011)
- マジックシティ～黒い楽園～　：レギュラー。ジャニス役。1,5,6,8話に出演。(2012)
- レバレッジ 〜詐欺師たちの流儀：第5シーズン11話『巨大スーパーの闇』メイン・ゲスト。タバサ役。(2012)

### その他テレビ番組
- The Ultimate Fighter - 1stシーズンのホスト (2005)
- Calvin Aire Celebrity Poker　－参加者 (2006)
- Lingerie Bowl  - 第3シーズン、ダラス・デザイアチームのQB (2006)
- Dancing with the Stars - 第3シーズン。参加者 (2006)
- Pants Off Dance Off - ホスト (2007)
- My Celebrity Home - 自宅を公開　(2007)
- The Crib　‐ MTVの番組。自宅を公開　(2007)
- Flip It Like Disick - レギュラー。インテリア・コーディネイターとして出演(2019)

## トリビア
- ビクトリア・ベッカムの "Innocent Girl"を最初に歌っていたのは、ウィラである。
- ウィラの腕にあるタトゥーは「Amazing Grace」の第1節である。
- 2001年にBlender誌が選んだ「世界一セクシーな歌手トップ50」にて、45位にランクインした。
- 2002年にStuff誌が選んだ「世界一セクシーな美女トップ102」にて、60位にランクインした。
- 2004年にFHM誌が選んだ「世界一セクシーな美女トップ100」にて、100位にランクインした。
- 2005年にStuff誌が選んだ「この夏1番セクシーな美女」にて、1位にランクインした。
- 2006年にStuff誌が選んだ「世界一セクシーな美女トップ101」にて、48位にランクインした。
- 2007年にMaxim誌が選んだ「世界一セクシーな美女トップ100」にて71位、Playboy誌の「セクシーな有名人トップ25」では22位にランクインした。
- 2008年に「世界一のヌード映画トップ20」の13位にランクインした[11]。
- そのシングル『A Toast to Men』が、世界最大手のゲイサイトgay.comによる、2003年冬季のコンピレーションCDに収録されたり[12]、Who I Amが（正式なシングルとしてリリースされていないにも関わらず）LGBTeen Magazineに2013年「過去5年間で最も心に響いたゲイ・アンセム」として選出される[13]など、ウィラは特に世界中の同性愛者から絶大な支持を受けている。

## 参照
1. ↑  Ray Cervanka 'Rock Tonight'
2. ↑  Willa Ford and Husband to Divorce
3. ↑  Jayme Vainer (2015年10月8日). “PERSONAL POST BY JAYME ~ WILLA FORD & RYAN NECE”. A Good Affair Wedding&Event Production. 2015年11月12日閲覧。
4. ↑  FRANCESCA BACARDI (2016年3月18日). “Willa Ford Is Pregnant, Expecting First Child With Husband Ryan Nece”. E!Online. 2016年3月31日閲覧。
5. ↑  “Willa Ford and Ryan Nece Welcome a Son”. People.com. 2016年10月2日閲覧。
6. 1 2 3 4 5  Willa Ford chart history
7. 1 2  ビルボードのサイトのアーカイヴ
8. ↑  imdb
9. ↑  bzfilm.com
10. ↑  imdb
11. ↑  eiga.com
12. ↑  gay.com 2003 Winter CD Sampler
13. ↑  The Top 10 Gay Anthems of the Past 5 Years